# Gare de Baud
Gare de Baud vasútállomás Franciaországban, Languidic településen.

## Vasútvonalak
Az állomást az alábbi vasútvonalak érintik:
- Auray–Pontivy-vasútvonal

## Kapcsolódó állomások
A vasútállomáshoz az alábbi állomások vannak a legközelebb: